# Peter Slawow
Peter Slawow (bulgarisch Петър Славов, englisch Petar Slavov; * 13. August 1941 in Sofia; † 1. April 2008 ebendort) war ein bulgarischer Jazz- und Rockmusiker (Schlagzeug).

## Wirken
Slawow begann seine Karriere in den 1950er Jahren, als er im Alter von 17 Jahren dem Optimists Orchestra beitrat. 1965 schloss er sich dem Quartett Jazz Focus ’65 an, der ersten Modern-Jazz-Gruppe Bulgariens, die zwei Alben veröffentlichte und auch in Westeuropa tourte. Im Jahr 1967 wurden sie mit dem Publikumspreis des damals neuen Montreux Jazz Festivals in der Schweiz ausgezeichnet. Dann arbeitete er im Quartett von Simeon Shterev. In den folgenden Jahren teilte er auch die Bühne mit Gary Burton, Lee Konitz, Steve Swallow, Dexter Gordon, Roy Haynes, Pat Metheny, Dizzy Gillespie; mit einigen von ihnen pflegte er in späteren Jahren Kontakt und Freundschaft. 1978 entstand  der Gruppe Jazz Quintet mit Yordan Kapitanov, Lyudmil Georgiev,  Mario Stanchev und Theodossi Stoykov das Album Idea. Bis 1979 war er in allen Foren und Jazzveranstaltungen des Landes äußerst aktiv.
Dann wechselte Slawow das Genre und wurde Schlagzeuger und Leiter der erfolgreichen bulgarischen Prog-Rock-Band ФСБ (FSB), der er bis 2000 angehörte. Im Jahr 1988 wirkte er mit ФСБ an dem mit einem Grammy ausgezeichneten Album José Felicianos I'm Never Gonna Change mit. 
Der Bassist Peter Slavov junior ist sein Sohn.